# Chiesa di Sant'Abbondio (Bioggio)
La chiesa di Sant'Abbondio è un edificio religioso tardobarocco che si trova a Bosco Luganese, frazione di Bioggio in Canton Ticino.

## Storia
La prima menzione della chiesa risale al 1580, ma l'edificio attuale fu costruito a partire dal 1698, quando fu avviata la realizzazione dell'odierna cappella del Rosario. Anche l'altra cappella presente nel corpo centrale fu costruita nel XVII secolo. Nel 1767 fu allungata la navata, con un intervento cui seguì, entro la fine del XVIII secolo, la realizzazione del coro. Nel 1807 la chiesa ottenne invece l'autonomia dalla parrocchia di Cademaria, diventando così sede di una parrocchia autonoma. La consacrazione, operata dall'arcivescovo di Corinto Giovanni Fraschina, arrivò nel 1823. Le campane risalgono invece al 1872 e furono realizzate dalla fonderia Bizzozero di Varese.